# Kerkhof van Ailly-sur-Noye
Ailly-sur-Noye Churchyard is een begraafplaats s een begraafplaats gelegen bij de kerk van Ailly-sur-Noye in het Franse departement Somme. 

## Militaire graven
De begraafplaats telt 2 geïdentificeerde Gemenebest graven uit de Eerste Wereldoorlog. De militaire graven worden onderhouden door de Commonwealth War Graves Commission, die het kerkhof heeft ingeschreven als Ailly-sur-Noye Churchyard.